# Апраксіно
Апра́ксіно (рос. Апраксино, ерз. Апраксино) — село у складі Чамзінського району Мордовії, Росія. Входить до складу Апраксінського сільського поселення.
В радянські часи існувало два населених пункти — Апраксіно та Совхоз Красний Свиновод.

## Населення
Населення — 908 осіб (2010; 935 у 2002).
Національний склад (станом на 2002 рік):
- росіяни — 63 %
- мордва — 36 %